# Fusie Club Lisse
Fusie Club Lisse é um clube holandês de futebol de Lisse, na Holanda. Foi fundado em 17 de março de 1981 e disputa a Topklasse, o terceiro nível do futebol holandês. Manda seus jogos no estádio Ter Specke, que tem capacidade para 5.000 espectadores.

## Títulos
- Hoofdklasse - Título da divisão: 3
  - 1996-97, 2000-01, 2007-08
- Hoofdklasse - Título de sábado: 2
  - 2000-01, 2007-08
- Hoofdklasse - Título nacional: 1
  - 2007-08